# 玉書
玉书（1804年 - ？），字麟徵，号蕴山，自号乐育堂主人，伊尔根觉罗氏，满洲正白旗人。道光乙酉科舉人，己丑科進士，后来担任工部員外郎。
子双全，孙宜勳为光绪戊戌科進士。